# Beaglekanalen

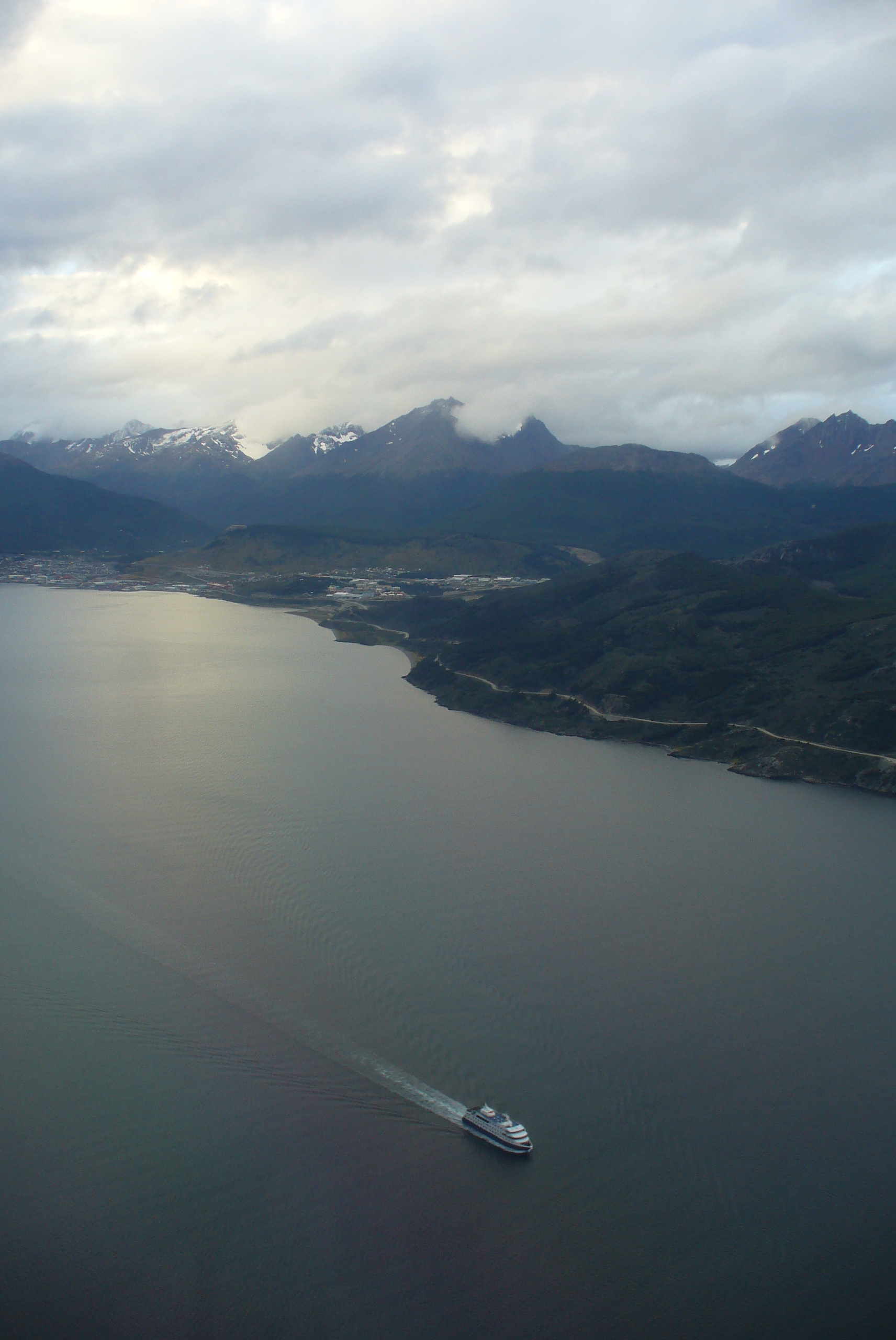
Beaglekanalen

Beaglekanalen är ett sund som skiljer öarna i arkipelagen Eldslandet i södra Sydamerika. Den skiljer Isla Grande de Tierra del Fuego från öarna Nueva, Picton, Navarino, Hoste, Londonderry, Stewartöarna och andra mindre i söder. Dess östra del är en del av gränsen mellan Chile och Argentina, men den västra delen är helt inom Chile. Den västra änden är Darwinsundet och östra änden är Nueva.

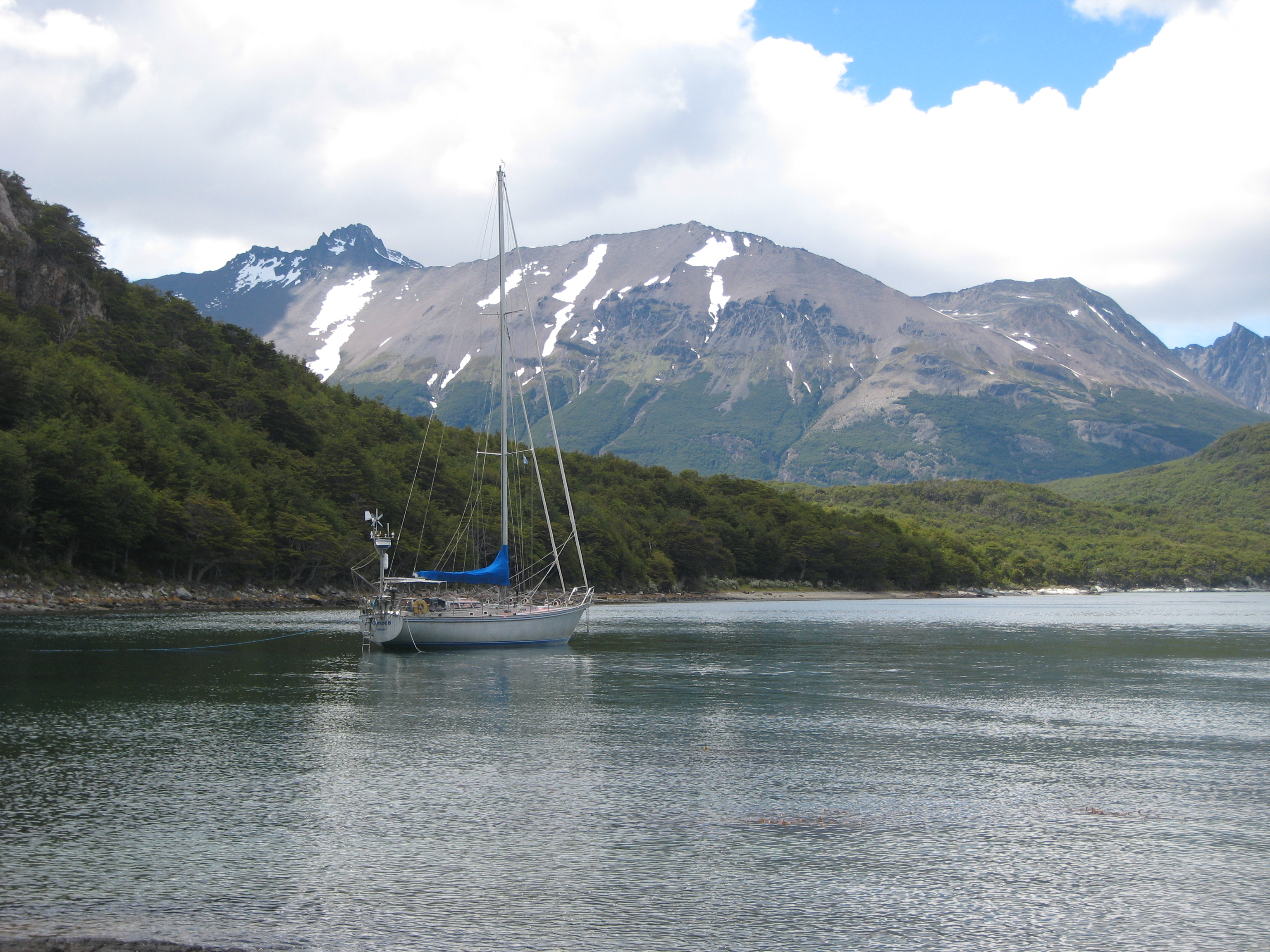
Beaglekanalen sedd från Eldslandets nationalpark.

Beaglekanalen, Magellans sund i norr och det öppna havet Drakes sund i söder är de tre farbara passagerna runt Sydamerika mellan Stilla havet och Atlanten. Beaglekanalen och Magellans sund är båda mycket trånga passager som kraftigt begränsar storleken och typer av fartyg som säkert kan använda dem, och därför görs den största kommersiella sjöfarten via Drakes sund.
Beaglekanalen är cirka 240 kilometer lång och är cirka fem km bred på det smalaste stället. I väster ansluter Darwinsundet till Stilla havet. Den största bosättningen längst kanalen är Ushuaia i Argentina följt av Puerto Williams i Chile, två av de sydligaste bosättningarna i världen.

## Externa länkar

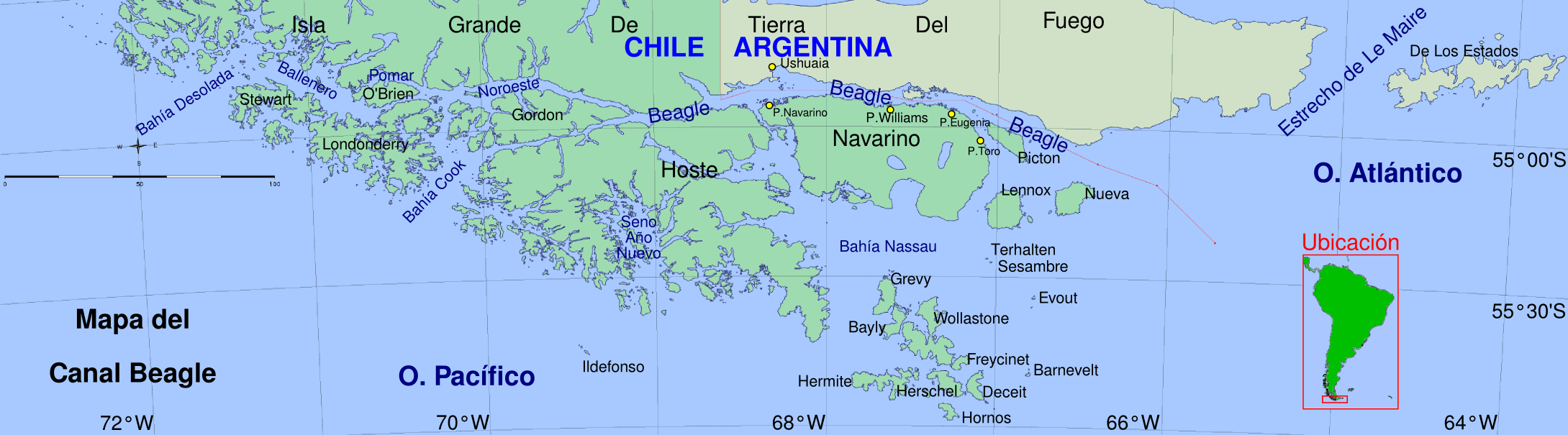
Beaglekanalen från Stilla havet till Atlanten.